# 孫中山南洋紀念館
晚晴園—孫中山南洋紀念館通稱孫中山南洋紀念館（英語：Sun Yat Sen Nanyang Memorial Hall），原名明珍廬、晚清園、孫中山故居，是一棟位於新加坡諾維娜馬里士他的雙層花園式別墅，藏有中華民國國父孫文（習稱孫中山）及辛亥革命相關文物，並有展覽講述孫中山於東南亞一帶的革命活動、革命對新加坡的影響，以及新加坡在革命中所扮演的角色等。
晚晴園作為前中國同盟會的南洋總支部以及孫文在新加坡時的居所之一，對晚清時期的中國革命事業有著極大的影響。

## 歷史

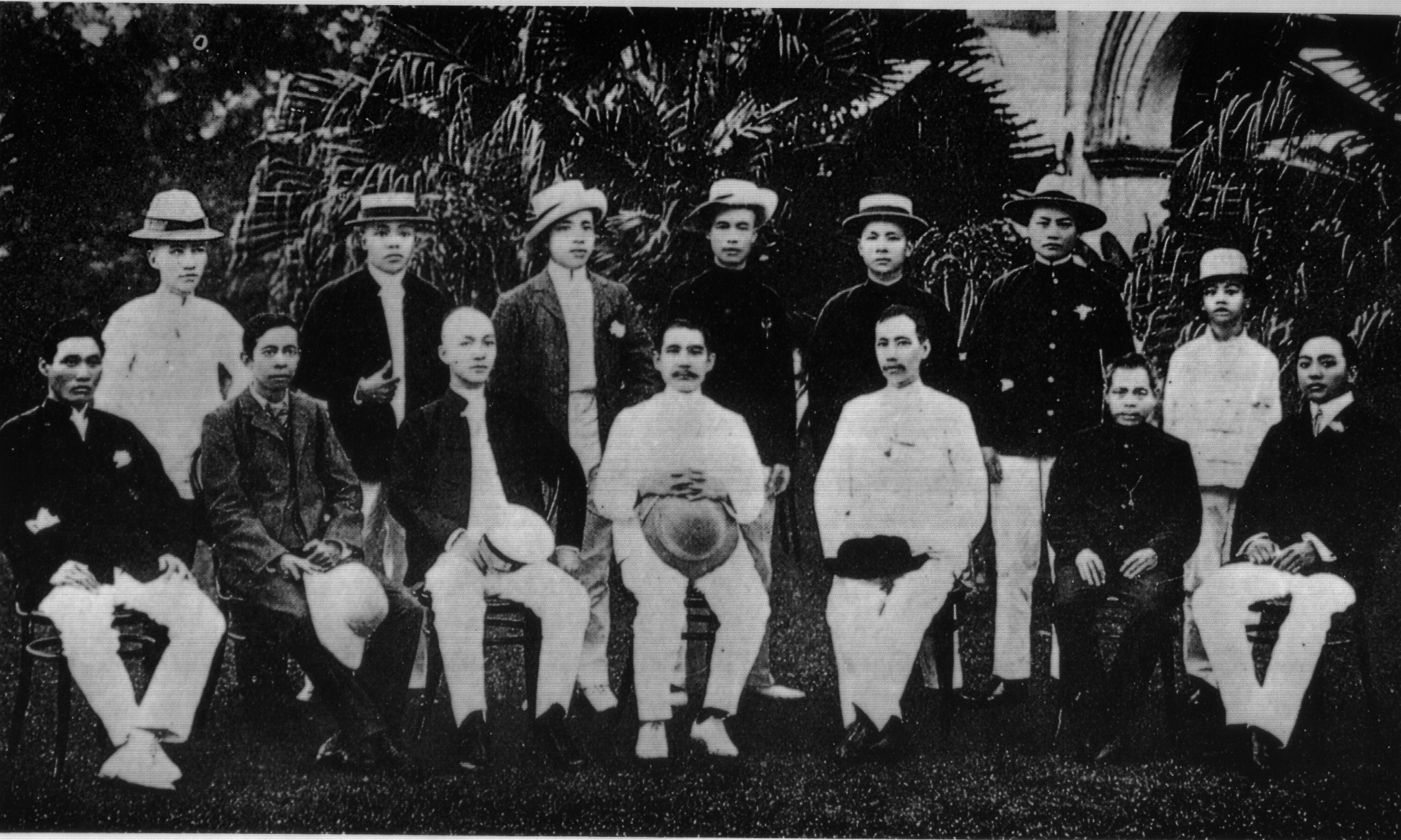
孫文（位於前排中央）與新加坡同盟會會員合照

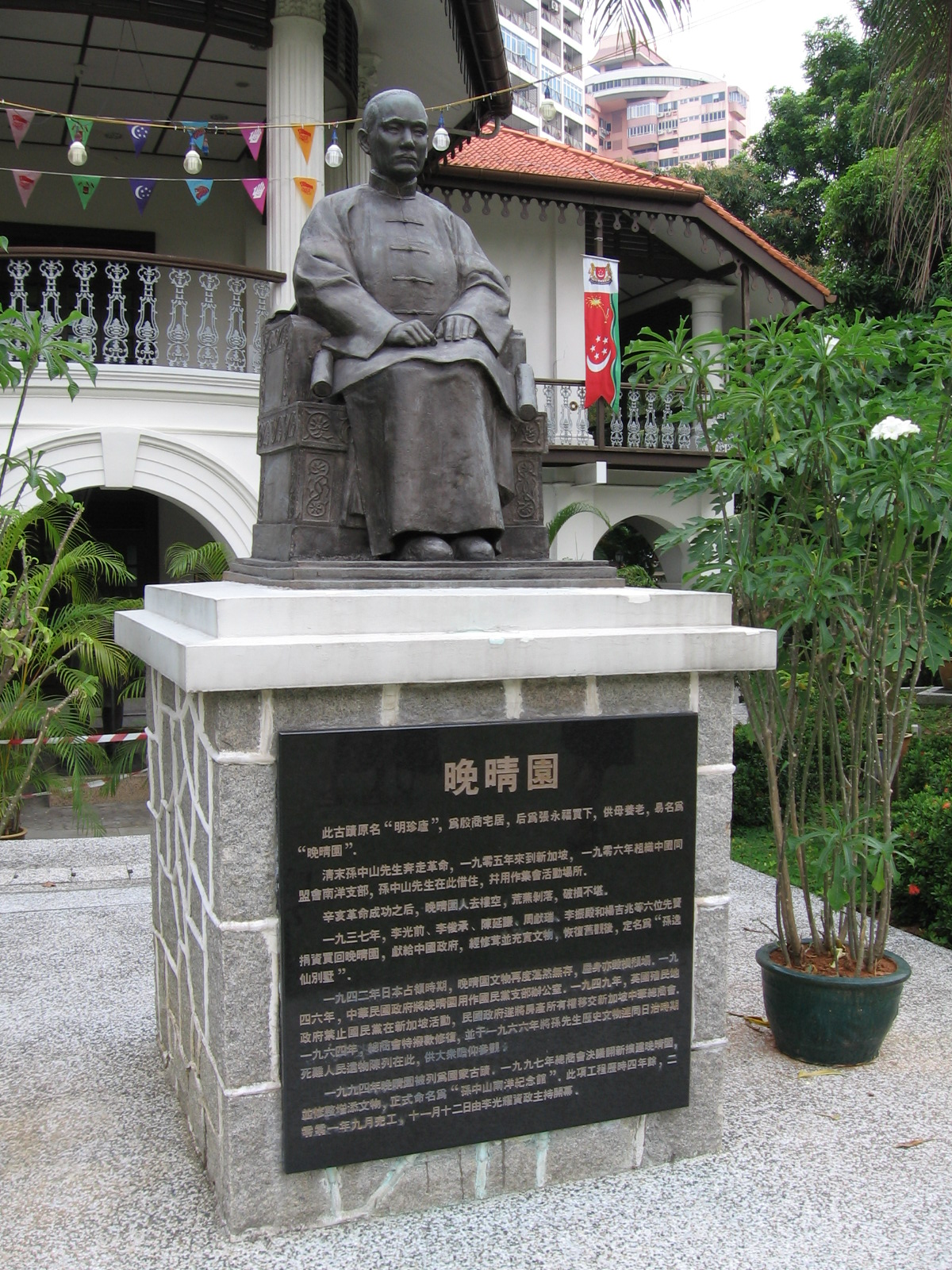
晚晴園裡的孫文銅像

晚晴園—孫中山南洋紀念館的建築本體「晚清園」（原名「明珍廬」）於1900年動土，1902年落成；原為商人梅春輔所有，後來轉賣給另一位商人林亞相。1905年，橡膠業鉅子張永福（新加坡華僑領袖林義順的舅舅、前新加坡國防部部長張志賢的曾叔公）向林亞相購買了別墅，因是供他年邁的母親陳寶孃頤養天年，因而將別墅更名為「晚晴園」。
1905年7月，張永福與革命組織中國同盟會總理孫文（習稱孫中山）首次見面。當孫文於1906年4月再度來到新加坡，準備建立同盟會在東南亞的基地發展革命事業時，張永福主動將該園借予孫文，於是孫文便於1906年4月6日在晚晴園正式成立同盟會新加坡分會，並將其作為同盟會在南洋的總支部。同盟會至少在晚晴園策畫了三次起義行動，包括潮州黃岡起義（1907年5月）、廣西鎮南關起義（1907年12月）以及雲南河口起義（1908年4月），同時晚晴園對辛亥革命（1911年10月）的成功也有一定影響。
1910年，同盟會南洋總支部遷往檳城。同年8月，張永福將晚晴園賣出。之後晚晴園幾經轉手，最後於1937年由李光前、李俊承、李振殿、周獻瑞、陳延謙及楊吉兆等6位新加坡中華商務總會（Singapore Chinese Chamber of Commerce，後更名為新加坡中华总商会）的商人買下，並將別墅捐給新加坡商會作為歷史紀念景點。
第二次世界大战期間，晚晴園被日軍佔領，成為其聯絡據點及日本憲兵的辦公室，許多文物在這段期間遭到損壞。戰後，中華民國國民政府對別墅進行了整修，之後晚晴園成為了中國國民黨的新加坡支部。1951年國民黨被迫離開新加坡之後，晚清園復由新加坡中華總商會持有。1964年，新加坡中華總商會對晚清園進行了整修，之後在1966年以「孫中山故居」之名向外界開放。
1994年，晚晴園被新加坡政府指定為國定古蹟。1996年，孫中山故居更名為「晚晴園—孫中山南洋紀念館」，名稱沿用至今。之後晚晴園—孫中山南洋紀念館於1997年11月暫時關閉，耗資750萬新加坡元進行整修後，於2001年11月12日（孫文誕辰135周年）重新開放。
2009年，新加坡中華總商會將晚晴園—孫中山南洋紀念館委由國家文物局經營管理。晚晴園—孫中山南洋紀念館於2010年10月再度關閉，耗資560萬新元進行整修，於2011年10月8日重新開放，以紀念辛亥革命100周年。2014年，再度豐富其常設展廳的內容。更新後的展廳主要展出一系列由私人和社團機構所提供的展品，並新增3D投影和全像攝影等多媒體呈現方式。
晚晴園—孫中山南洋紀念館與其他各國的孫中山紀念館不同之處，在於展廳以新加坡和南洋為重心，具體地闡述了革命對新加坡社會，包括在文化教育和經濟發展等領域中的影響。

### 書籍
- 陳丁輝. . 新加坡: 晚晴園—孫中山南洋紀念館. 2012. ISBN 9789810736156.

## 外部連結
- 晚晴園—孫中山南洋紀念館官方網站（页面存档备份，存于） （中文）（英文）